# Villa San Lorenzo
Villa San Lorenzo é um município da província de Salta, na Argentina.